# Balloum (Bandja)
Pour les articles homonymes, voir Baloum.
 (septembre 2012).
Si vous disposez d'ouvrages ou d'articles de référence ou si vous connaissez des sites web de qualité traitant du thème abordé ici, merci de compléter l'article en donnant les références utiles à sa vérifiabilité et en les liant à la section « Notes et références ».
Baloum est un village du Cameroun Le village Baloum se trouve dans la circonscription administrative de l'arrondissement de Bandja, département du Haut-Nkam, région de l’Ouest.
Donc, administrativement, Baloum relève de l'arrondissement de Bandja, même si certains documents passés ont pu le lier au groupement Babouantou qui était mis en place par l'administration pendant la période coloniale pour faciliter le contrôle des populations. 

## Population
Lors du recensement de 2005, le village comptait 369 habitants.

## Histoire
L'histoire du village Baloum, en pays Bamiléké, commence au XVIIe siècle sous le règne de Ngannekouet, le 4e roi de la dynastie du royaume de Baloum dans la menoua. Ce roi, célèbre pour son harem et sa progéniture nombreuse, a eu plusieurs fils avec différentes femmes. Parmi ses enfants, trois princes, Ngassue, Nguelieutcha et le benjamin Ngantchieu, étaient issus de la même mère originaire du royaume de Batié. (Sources AL10)
À la mort de Ngannekouet, une lutte féroce pour la succession éclate. Les trois frères, bien que légitimes dans leur revendication, se trouvent confrontés à leur demi-frère, Tsagnah, qui réussit à s'emparer du trône et devient ainsi le cinquième roi de la dynastie.
Défaits mais déterminés à survivre et à préserver leur héritage, les trois princes et leur mère sont forcés de fuir leur terre natale pour éviter des représailles. Leur voyage commence avec une escale dans le royaume de Fotouni, où certains de leurs serviteurs loyaux choisissent de rester, tandis que la famille royale continue son périple.
Les frères et leur mère s'installent temporairement à Batié, le village maternel. Ils y vivent jusqu'à la mort de leur mère, un événement qui marque un tournant décisif. Après ce deuil, les frères reprennent leur quête pour un nouveau foyer, portant avec eux les rêves d'une terre où ils pourraient régner en paix et reconstruire leur vie loin des intrigues mortelles de leur ancien royaume.
Leur recherche les conduit finalement à fonder un nouveau Baloum, loin de leur terre d'origine, où ils établissent un royaume basé sur les principes de justice et d'équité que leur mère et leur culture leur avaient enseignés. Ce nouveau Baloum devient un symbole de leur résilience et de leur capacité à surmonter les adversités, un lieu où l'esprit de leur lignée continue de prospérer.
Après leur départ de Batié, les trois frères, accompagnés de Kamnguetio, un serviteur du roi de Batié, poursuivent leur quête d'un nouveau foyer. Kamnguetio, impressionné par leur savoir-faire et leur habileté en forge, choisit de les suivre, espérant apprendre de leurs techniques.
Après leur arrivée à Bandja, Ngantchieu, Ngassue et Nguelieutcha s'intègrent rapidement dans la communauté grâce à leur savoir-faire en forge et leur noble lignée. Leur présence, initialement bien accueillie, commence cependant à susciter des inquiétudes parmi certains membres influents du royaume, qui craignent que les frères n'acquièrent trop de pouvoir.
Un jour, alors qu'une reine de Bandja travaille dans les champs, elle est immobilisée par une brindille qui la blesse. Par coïncidence, un des frères, expert chasseur, passe à proximité et entend ses appels à l'aide. Avec prudence et respect pour la dignité royale, il aide la reine, retirant délicatement l'obstacle qui la retenait prisonnière. Reconnaissante mais consciente des coutumes qui interdisent tout contact physique avec la royauté, la reine est partagée entre gratitude et inquiétude.
Plus tard, lors d'une soirée autour du feu royal, la reine partage l'incident, louant l'intervention du chasseur baloum. Cependant, le roi, déjà méfiant envers les nouveaux venus, interprète l'acte sous un jour sinistre. Il imagine que le chasseur a pu voir des parties de son épouse qui sont traditionnellement réservées à son seul regard, un acte qu'il considère comme une violation de sa propre intimité et autorité.
Consumé par la jalousie et la paranoïa, le roi ordonne en secret à ses conseillers de tendre un piège aux frères Baloum, espérant ainsi les éloigner définitivement de Bandja ou les mettre dans une position où ils ne pourraient plus menacer son règne.
Mais la reine, en secret, prévint Ngassue :
— « Mon époux vous tend un piège. Fuyez avant qu’il ne soit trop tard. »
Les Baloums, usant de ruse, creusèrent un tunnel souterrain et s’échappèrent vers Mengo.
Lorsque les Baloums arrivèrent à Mengo, ils trouvèrent un royaume menacé. Le roi de Mengo, inquiet de la montée en puissance des Batchieu, les observa avec curiosité.
La Chute du Roi de Mengo
Au sein du royaume de Mengo, la situation était tendue. Les envahisseurs de Batchieu menaçaient le palais, situé à moins de deux kilomètres. Le roi de Mengo, face à cette menace imminente, a envisagé une alliance inattendue. Selon certaines sources, il aurait proposé un marché aux Baloums : s'ils réussissaient à chasser les envahisseurs Batchieu, il leur céderait volontairement la royauté. Cette décision reflétait sa préférence de voir le trône passer à des étrangers plutôt que de subir la domination de son pire ennemi.
Les Baloums, menés par Ngantchieu et ses frères, ont accepté ce défi et ont repoussé les forces de Batchieu avec succès, les forçant à reculer jusqu'à Faptchieu et prenant même une partie de leur territoire. Cette victoire a été célébrée grandement par les Mengo, et les Baloums ont été accueillis comme des héros, vivant en paix et en harmonie avec les habitants.
Cependant, une autre source raconte une histoire plus sombre de cette transition de pouvoir. Pendant un long voyage du roi de Mengo, les trois frères Baloum auraient préparé une ruse pour s'emparer du trône. Ils ont creusé un trou sous l'emplacement habituel du trône lors des festivités traditionnelles. À son retour, une grande fête fut organisée en l'honneur du roi, mais lorsque ce dernier s'est assis sur son trône, il a chuté dans le piège.
Au fond du trou, confronté aux frères Baloum, le roi a été contraint de retirer ses symboles royaux — sa bague et son bracelet — et de proclamer Ngantchieu comme le nouveau roi pour sauver sa propre vie. Cette source laisse entendre que la transition n'a pas été aussi pacifique qu'initialement raconté.
À la suite de ces événements, quel que soit le récit vrai, le roi déchu de Mengo n'a pas disparu dans l'oubli. Il a pris un rôle crucial comme initiateur et guide pour les nouveaux rois Baloum. Dans sa concession, chaque nouveau roi passait neuf semaines d'initiation avant de monter officiellement sur le trône, un rituel qui renforçait les liens entre l'ancien et le nouveau règne.
En signe de reconnaissance et pour honorer leurs origines, les frères Baloum ont rebaptisé Mengo en Baloum, scellant ainsi leur nouvelle identité royale et la transformation de leur nouveau royaume.
Ce chapitre de leur histoire reste un récit de courage, de stratégie et de l'ambivalence des ambitions royales, illustrant la complexité des relations de pouvoir et l'héritage culturel profond qui continue d'influencer Baloum jusqu'à ce jour.
Chapitre 6 : La Réorganisation Stratégique du Royaume de Baloum
Lorsque Ngatchieu monta sur le trône, il entreprit une réorganisation méticuleuse du territoire de Baloum, visant non seulement à consolider son pouvoir mais aussi à sécuriser les frontières du royaume contre d'éventuelles invasions. En stratège avisé, il plaça des chefs de confiance à des points stratégiques, tout en s'érigeant lui-même en tant que roi suprême et guide spirituel de la communauté.
La Distribution des Rôles et des Territoires
Ngatchieu, conscient de l'importance de chaque région du royaume, assigna des responsabilités précises à ses frères et proches alliés, en fonction de leurs compétences et de leur loyauté :
Nzo Nguelieutcha fut placé au nord, dans le quartier Tsou Pouh. Ce choix stratégique lui permettait de surveiller les mouvements à la frontière avec Badoumla et Faptchieu, anciennement un quartier de Batchieu, où les tensions étaient fréquentes.
Nzo Ngassue reçut le commandement du sud-ouest, dans la région de Mvè Leup, près de la frontière avec Banka. Sa présence dans cette région était cruciale pour parer à toute incursion venant de cette direction stratégiquement sensible.
Nzo Tieyap fut envoyé à Tenko, à la limite avec Babouantou, un lieu nécessitant une vigilance constante due à des relations parfois tendues avec les communautés voisines.
Nzo Tui’i Nkwe prit position à Tapko, à la frontière avec Batchieu, renforçant ainsi le flanc où le royaume était le plus vulnérable.
Le Nouveau Rôle de l'Ancien Roi de Mengo
Ngatchieu s'adressa ensuite à l'ancien roi de Mengo avec respect et solennité, reconnaissant la valeur de son expérience et de son savoir. Il déclara :
— « Tu as perdu ton trône, mais pas ta dignité. Tu seras désormais Ta’a Fū Nzo Ndeufa’a, gardien des traditions et initiateur des rois. »
Cette nouvelle fonction ne représentait pas seulement une réhabilitation de l'ancien roi; elle symbolisait la continuité des traditions et la transmission du savoir ancestral. L'ancien roi, bien que déchu de son pouvoir politique, accepta ce rôle honorifique et essentiel, reconnaissant l'importance de maintenir l'intégrité culturelle et spirituelle de Baloum.
Conclusion
Cette réorganisation stratégique par Ngatchieu illustre non seulement une acuité politique et une capacité à renforcer la structure du royaume, mais aussi un profond respect pour les traditions et les anciens. Sous sa direction, Baloum se transforma en un royaume plus structuré et sécurisé, préparé à faire face aux défis futurs tout en préservant l'harmonie interne et les valeurs profondes qui sont le socle de sa communauté.
LA PERTE DE LA FRONTIÈRE BALOUM-BATCHIEU 
L’INSTAURATION DU LA’AKAM, UN RITUEL DE POUVOIR ET DE TRANSMISSION 
L'ascension de Ngatchieu sur le trône marqua un tournant décisif pour le royaume de Baloum. Afin de consolider l’identité de son peuple et de préserver la continuité des traditions ancestrales, il instaura la pratique du La’akam, un rituel déjà en vigueur dans leur royaume d’origine et dans plusieurs autres royaumes bamilékés.
Le La’akam n'était pas seulement une initiation symbolique, mais un véritable rite de passage, un processus exigeant qui distinguait un chef ordinaire d'un souverain véritablement légitime. Ce rituel avait pour but de forger la sagesse, la patience et la résilience des futurs rois. Seuls les chefs autonomes ou supérieurs étaient soumis à cette épreuve de neuf semaines d’isolement et d’initiation, sous la supervision du Ta’a Fū Nzo Ndeufa’a, l’ancien roi de Mengo, devenu une figure clé du processus initiatique des rois baloum. Son rôle en tant que guide initiatique soulignait l’importance de la transmission des connaissances et des rites sacrés à travers les générations.
Le La’akam : Un Rituel Sacré et Stratégique
Loin d’être une simple formalité, le La’akam était une immersion totale dans le monde spirituel et culturel du royaume. Pendant cette période, le futur roi était coupé du monde extérieur, soumis à des enseignements secrets et à des épreuves de force mentale et physique destinées à éprouver sa capacité à régner.
Mais la tradition ne s’arrêtait pas aux rois. Certains notables, notamment les Za’a et les Menkam, qui dont les représentants directs du roi dans leurs quartiers respectifs, devaient eux aussi passer par un rituel similaire. Toutefois, contrairement aux souverains, ces chefs des quartiers ne font que neuf jours dans leurs La’akam, une durée plus courte mais suffisante pour sceller leur engagement envers le pouvoir central et leurs responsabilités envers la communauté.
UNE PRATIQUE QUI GARANTISSAIT LA CONTINUITÉ DE LA DYNASTIE 
L’un des aspects les plus significatifs du La’akam résidait dans la nécessité d’assurer une descendance royale. Dès l’entrée du roi au La’akam, il était impératif que le village lui trouve des épouses, parfois même sans leur consentement, du moment qu’elles étaient vierges. Ce choix était motivé par un impératif ancestral : garantir la survie de la lignée royale.
Ainsi, chaque roi devait avoir  au la'akam minimum deux jeunes épouses vierges, dans l’espoir qu’il en ressorte du La’akam avec une progéniture qui pourrait lui succéder. Ce procédé n’était pas seulement un moyen de consolider la dynastie, mais aussi une mesure de précaution : si le roi venait à mourir prématurément sans autre descendance, ces enfants issus du La’akam assureraient la pérennité de la lignée royale.
L'IMPACT DE LA MODERNISATION ET DU BRASSAGE CULTUREL 
Avec le temps, la modernisation et le brassage avec la culture occidentale ont profondément transformé la perception et la pratique de certains rituels ancestraux. Si autrefois le La’akam était une épreuve sacrée et incontestable, certains aspects de cette tradition ont été simplifiés, voire piétinés par les influences extérieures.
L’isolement des futurs rois a été réduit, les rituels d’initiation se sont adaptés à un monde où la modernité remet en question certaines pratiques traditionnelles. De même, les critères imposés aux épouses royales ont évolué, notamment sous l’effet de nouvelles normes sociales et du respect des droits individuels.
Bien que la tradition du La’akam continue d’exister sous différentes formes, son essence a été en partie édulcorée pour s’adapter aux réalités contemporaines. Certains puristes voient cette évolution comme une dénaturation du rite sacré, tandis que d'autres estiment qu'il s'agit d'une nécessaire adaptation pour assurer la pérennité du royaume dans un monde en constante mutation.
UN RITUEL TOUJOURS d’ACTUALITÉ 
Malgré ces changements, le La’akam sous le règne de Ngatchieu permit non seulement de renforcer la légitimité du pouvoir royal, mais aussi de préserver l’unité du royaume. Il s'agissait d'un rituel essentiel pour garantir que le roi était prêt à gouverner, imprégné des valeurs, de la sagesse et des responsabilités qui incombaient à sa position.
Aujourd’hui encore, cette tradition demeure un fondement du pouvoir en pays bamiléké, bien que revisitée à la lumière des évolutions modernes. À travers le La’akam, le roi n’était pas simplement couronné ; il était façonné, éprouvé et préparé à guider son peuple avec force et discernement.
Bien des années après la guerre victorieuse des Baloums contre les Batchieu, une querelle de succession éclata au sein du royaume Batchieu. Ce conflit opposa plusieurs prétendants au trône, et parmi eux, Mboudjui, un prince déchu, vit dans cette crise une opportunité de reconquérir le pouvoir.
N’ayant pas réussi à s’imposer seul, Mboudjui chercha l’aide des Babouantou pour s’emparer de Faptchieu, un territoire stratégique toujours sous influence batchieu. Mais les Batchieu, bien que divisés par leur guerre interne, se méfiaient des Babouantou. Ceux-ci, venus de Bandrefam, avaient déjà prouvé leur capacité à renverser des royaumes par la ruse. Ils avaient autrefois détrôné Fù Pi et Fùa Yé, anciens alliés de Batchieu, avant d’annexer leurs territoires et de les rebaptiser Babouantou, un nom qui signifie "sa main a conquis".
Voyant une occasion inespérée d'affaiblir encore davantage le puissant royaume Batchieu, le roi de Babouantou accepta avec empressement de soutenir Mboudjui, le prince renégat. Il ne le faisait pas seulement par générosité, mais plutôt dans une stratégie visant à grignoter le pouvoir de ses voisins.
Grâce au soutien militaire et politique des Babouantou, les Batchieu perdirent définitivement Faptchieu. Pire encore, cette défaite marqua un tournant décisif dans l’histoire géopolitique de la région. La frontière qui séparait autrefois Batchieu de Baloum disparut, car le territoire en question passa sous le contrôle direct des Babouantou, consolidant ainsi leur influence et fragilisant encore plus Batchieu.
Ce coup stratégique permit aux Babouantou d'étendre leur pouvoir, et aux Baloums de constater que l’histoire des alliances et des conflits dans leur région n’était jamais figée, mais constamment réécrite par les ambitions des hommes.
: L’HÉRITAGE d3u ROYAUME DE BALOUM ET L’ORIGINE  DU NOM "BALOUM"
Le village de Baloum,  connu, comme l’un des villages de la tradition bamiléké, trouve son origine dans une histoire profondément ancrée dans les pratiques culturelles et la structure sociale de ses fondateurs. À l’origine, le village portait le nom de Leup, un nom qui reflétait l’identité d’un peuple autonome et organisé.
Ses voisins babouantou, bandja, badoumla, banka et les habitants de Baloum, fiers de leur indépendance et de leur culture, s’identifiaient comme Peh Leup, une appellation qui signifiait "les gens de Leup" ou encore "une communauté autonome". Cette dénomination ne se limitait pas à un simple regroupement territorial ; elle traduisait une société fortement structurée, reposant sur un ensemble de valeurs, de traditions et d’institutions solides.
Le peuple de Peh Leup se distinguait par :
Ses pratiques traditionnelles bien définies qui régulaient la vie quotidienne et assuraient la cohésion sociale.
Un savoir-faire exceptionnel, notamment dans la forge, l’artisanat et l’agriculture, qui leur conférait une autonomie économique et stratégique.
Un accent et des expressions linguistiques uniques, marqueurs d’une identité propre qui les différenciait des autres groupes voisins.
Un système de justice rigoureux, régi par des conseils de sages et des codes traditionnels bien établis, garantissant la stabilité et l’ordre au sein du royaume.
Des lieux de culte ancestraux, où étaient pratiqués des rituels et des cérémonies dédiés aux esprits des ancêtres, assurant la protection spirituelle de la communauté.
Des prisons locales, témoignant de l’existence d’un système judiciaire où les fautes étaient sanctionnées selon des règles strictes, mais adaptées à la vision collective de la justice et du rétablissement de l’ordre.
L’Arrivée des Colons et la Transformation du Nom
Avec l’arrivée de l’administration coloniale française, une transformation radicale s’opéra, non seulement dans l’organisation politique et sociale du peuple Peh Leup, mais aussi dans son identité même. Les colons, cherchant à adapter et à simplifier les noms locaux pour correspondre à la phonétique française et à leur propre logique d’administration territoriale, modifièrent Peh Leup en Baloum.
Le préfixe "Peh" fut remplacé par "Ba", une francisation souvent appliquée aux noms des peuples africains pour les rendre plus facilement prononçables et intégrables aux registres administratifs coloniaux. Cette altération linguistique, bien que mineure en apparence, eut un impact profond sur la perception de l’identité du peuple de Leup.
En quelques générations, le nom de Baloum s’imposa définitivement, devenant l’appellation sous laquelle le royaume est désormais reconnu à travers l’histoire et les traditions bamiléké.
Un Nom, Un Héritage
Si certains pourraient voir dans cette modification une perte d’authenticité, il est important de souligner que Baloum est bien plus qu’un simple nom imposé par l’histoire coloniale. Il incarne l’adaptation et la résilience d’un peuple qui, malgré les transformations extérieures, a su préserver son essence, ses traditions et son mode de vie.
Aujourd’hui encore, Baloum reste le symbole d’une communauté enracinée dans son passé mais ouverte sur le monde moderne, où les coutumes ancestrales coexistent avec les réalités contemporaines. L’histoire du passage de Peh Leup à Baloum témoigne de la force culturelle et identitaire de ce royaume, qui a su traverser les âges sans perdre son âme.
Il est limité :
- au nord par Badoumla , un village de l'arrondissement de bana;
- au sud-ouest par Badenkop, un grand village de l'arrondissement de Banka;
- Sud-est par Bandja village de l'arrondissement de Bandja ;
- A l'ouest par bangoko localité de la communauté Bandja ,de l’arrondissement de Bandja ;
- au sud et sud-ouest par Sissieu,Ngouapet, faptchieu, localités de la communauté Babouantou Village de l'arrondissement de Bandja
- au sud et sud-est par Bana et Badoumla, deux villages de l’arrondissement de Bandja.

Le village Baloum est constitué de 8 quartiers à savoir :
- les quartier tshu pouh, Mvè Leup, tshu kô, Nkoko (où est situé la chefferie), Tenko, Tap Leup, Tap kô, Toula (ou plateau).

## Relief
Il est constitué d’un grand plateau qui atteint une altitude de 1400 m au sud et qui s’abaisse progressivement à mesure que l’on évolue vers le nord. Ce relief divise le village en deux grandes zones géographiques appelées Balloum-Mvetleup (au sud) et Balloum-Dakleup (au nord).

## Végétation
Elle est constituée de savanes herbeuses, de galeries de raphia, de fougères et autres lianes longeant les cours d’eau.

## Faune
Elle est réduite à de petits animaux tels que le hérisson, le rat et l’écureuil, à de petits serpents, en particulier la couleuvre et la vipère, et à quelques oiseaux.

## Climat
Il est tropical avec deux saisons :
- une longue saison sèche allant de novembre à mars (5 mois) ;
- et une longue saison de pluies allant d’avril à octobre (7 mois) ;

Les températures varient entre 18 et 23 °C.

## Hydrographie
Deux petits ruisseaux, Nshi Meyeu et Nshi Feepi coulent du sud vers le nord où ils se jettent dans un cours d’eau provenant de Sissieu, formant ainsi une rivière appelée Nshi Tenko. Le long de ces cours d’eau se développe une végétation hydrophile.